# Tallahattaophis dunni
Tallahattaophis dunni — викопний вид змій родини удавових (Boidae). Вид датується раннім еоценом (50 млн років). Викопні зразки знайдені у пластах формації Tallahatta у штаті Алабама, США.